# Efecto Tetris

Pantallazo de un juego de Tetris. La gente que juega Tetris por mucho tiempo puede ver imágenes moviéndose como esta en los bordes de su campo visual, cuando cierran los ojos, o cuando están a punto de dormirse.

El efecto Tetris es la habilidad de cualquier actividad, a la que una persona haya dedicado suficiente tiempo, de controlar los pensamientos, imágenes mentales y sueños del individuo.
El nombre del efecto proviene del juego Tetris, en el que el jugador debe rotar y mover bloques con diferentes formas mientras caen. Si el jugador puede acomodar los bloques para que formen una línea horizontal completa, esta desaparecerá. El objetivo principal es evitar que los bloques llenen toda la pantalla.
Algunas personas que juegan al Tetris por mucho tiempo se dan cuenta de que terminan pensando cómo acomodar diferentes formas que se encuentran en el mundo real, como por ejemplo edificios o baldosas. En este sentido, el juego del Tetris es como una forma de hábito.
También estas personas pueden ver formas cayendo en los costados de su campo visual, en lo que se llama visión periférica, o también al cerrar los ojos. En este sentido, el efecto es una forma leve de alucinación.

## Otros ejemplos
El efecto Tetris puede suceder con otros juegos, como por ejemplo juegos de estrategia o de rol. Sobre todo, ocurre al experimentar sesiones maratónicas frente a la pantalla. También ocurre con actividades muy repetitivas, como preparar hamburguesas. Pasa también al tener sesiones largas y repetidas de juegos de estrategia. Por ejemplo, la adicción a Candy Crush Saga puede provocar la sensación de querer alinear tres objetos similares en fila para que exploten, tal y como se hace en el juego con los caramelos.
También afecta otros sentidos, como la audición. Algunas personas que pasan mucho tiempo jugando a los juegos de disparos en primera persona, o FPS (Half-Life, por ejemplo), asemejan el ruido de un ventilador de techo funcionando con el ruido de las ametralladoras al disparar. 
El efecto también puede ser cinestésico, como les sucede a las personas que pasan mucho tiempo en el mar; cuando llegan a tierra firme pueden moverse con un movimiento de balanceo.

## Influencia sobre las facultades cognitivas
En un estudio, Robert Stickgold et al. (2000) propusieron que el efecto Tetris ocupa una posición en la memoria relacionada con la memoria motriz. Estas conclusiones proceden de su investigación con amnésicos anterógrados, gente incapaz de generar nuevos recuerdos a largo plazo, los cuales decían soñar con lluvias de piezas geométricas después de haber jugado al Tetris durante el día, a pesar de no recordar haber jugado al juego en absoluto.
Un estudio llevado a cabo por Lynn Okagaki y Peter Frensch en 1994 expuso que aquellos participantes que jugaron al Tetris durante doce sesiones de 30 minutos (sin experiencia previa con el juego) consiguieron muchos mejores resultados que el grupo de control en tests de habilidades espaciales, tanto en tests escritos como en ordenador. La conclusión derivada de estos experimentos es que los videojuegos como Tetris tienen un efecto positivo en tres áreas de habilidades espaciales, incluyendo rotaciones espaciales, percepción espacial y visualización espacial para aquellos que jugaron durante un periodo de tiempo prolongado.
En 2009, un estudio de BioMed Central (BMC) sobre el efecto Tetris utilizó resonancias magnéticas para estudiar la evolución cerebral de voluntarios. Las medidas se realizaron sobre dos grupos, un grupo que jugó al Tetris durante 30 minutos al día y otro que no jugó en absoluto. Los investigadores descubrieron, a través de las resonancias magnéticas, que la materia gris de los voluntarios que jugaban se había espesado, en comparación con las personas que no habían jugado. El resultado demostró que este juego es responsable de un desarrollo cognitivo físico, que a su vez mejora la capacidad de la memoria. Se ha encontrado que el Tetris actúa sobre esta flexibilidad de la materia gris, ensanchándola. De acuerdo con el estudio de BMC, parece haber relación entre la plasticidad de la materia gris y la eficiencia del cerebro, por lo que se puede suponer que jugar al Tetris afecta al cerebro de manera saludable, permitiendo que funcione de manera más eficiente.
Otro estudio de Oxford realizado en 2009 sugiere que jugar videojuegos como Tetris puede ayudar a prevenir el desarrollo de recuerdos traumáticos. Si el videojuego se usa como tratamiento poco después del suceso traumático, la preocupación por las formas de Tetris es suficiente para evitar el recuerdo de imágenes traumáticas, lo que disminuye la precisión, la intensidad y la frecuencia de los flashbacks traumáticos. "Creemos que Tetris interfiere específicamente con la forma en que se almacenan los recuerdos sensoriales en el período posterior al trauma y, por lo tanto reduce la cantidad de flashbacks experimentados después", resumió la doctora Emily Holmes, quien dirigió el estudio.

## Fenómeno de transferencia del juego (Game Transfer Phenomena)
Se han realizado varios estudios académicos acerca del "Game Transfer Phenomena" o GTP (por su abreviación en inglés), lo que en español se entiende como el "fenómeno de transferencia del juego", los cuales han investigado experiencias de jugadores más allá que las descritas en el Efecto Tetris. La Dra. Angélica B. Ortiz de Gortari acuñó el término de Game Transfer Phenomena, iniciando una nueva área de investigación para examinar los efectos de la interacción con imágenes digitales y la simulación enfocado en fenómenos involuntarios con contenidos de los videojuegos.
El GTP no se limita a examinar experiencias visuales o procesos mentales estereotipados  comúnmente asociados con videojuegos como el Tetris, sino que incluye una amplia gama de experiencias auditivas, corporales, kinestésicas, acciones o comportamientos involuntarios y una amplia variedad de procesos mentales automáticos. Las investigaciones del GTP también establecen la diferencia entre fenómenos endógenos, como por ejemplo el visualizar imágenes en la mente o continuar escuchando la música en la mente, con fenómenos exógenos como es el ver imágenes de los videojuegos superpuestos o como complemento de objetos físicos. Por ejemplo, ver barras de energía sobre las cabezas de otras personas o escuchar sonidos provenientes de objetos asociados con un videojuego.
El GTP también diferencia los comportamientos involuntarios (por ejemplo, involuntariamente pronunciar comandos de los videojuegos o tararear la música del juego) de los comportamientos voluntarios (por ejemplo, utilizar frases de los videojuegos por diversión o crear vídeos imitando personajes). Asimismo, la investigación del GTP también tiene en cuenta los comportamientos, pensamientos y sensaciones que resultan del escuchar o ver elementos del videojuego, como son el sentir como si se estuviera dentro del juego (sensaciones disociativas) o el desencadenamiento de acciones automáticas o involuntarias enfrente de objetos que, de alguna manera, han sido asociados con acciones, contenido o experiencias en algún videojuego.